# Dawda Jawara
Dawda Kairaba Jawara, född 16 maj 1924 i Barajally i Central River Division i nuvarande Gambia, död 27 augusti 2019 i Bakau i Gambia, var en gambisk politiker. Han var det självständiga Gambias förste premiärminister 1962–1970. Den 24 april 1970 utsågs han till landets förste president, ett ämbete han innehade till 1994, då han störtades i en statskupp ledd av Yahya Jammeh.